# 魏新雨
魏新雨（1987年5月18日—），满族，中国大陆女歌手。生于内蒙古通辽，现居北京。2012年，发行首张同名专辑《魏新雨》。2013年7月，推出个人单曲《书画中国》。2014年6月，发布古风歌曲《恋人心》。同年發佈歌曲《最美中國》。2018年10月，发布单曲《江山美人》。